# Sécurité Grand Système IBM
La Sécurité des grands systèmes IBM a été une préoccupation importante des années 1960 aux années 1990, avec la prédominance d'architecture centralisée pour les systèmes informatiques des grandes entreprises, et la prédominance du constructeur IBM dans les choix de ces grandes entreprises.

## Description
À partir des années 1960 et jusqu'à la fin du XXe siècle, les grandes entreprises s'orientent vers une architecture centralisée de leur informatique, et le constructeur IBM, qui joue un rôle majeur dans cette orientation vers ce type d'architecture, occupe, à cette époque, une position prédominante dans le choix de matériel pour les ordinateurs centraux. Ceci donne alors une importance particulière à la sécurité des grands systèmes IBM, de type sécurité logique, qui recouvre les aspects suivants :
- Identifier les utilisateurs qui désirent accéder au système et à ses données,
- Authentifier ces utilisateurs, c’est-à-dire vérifier qu'il n'y a pas d'usurpation d'identité,
- Autoriser l'accès aux ressources protégés aux seuls utilisateurs habilités à le faire,
- Permettre une administration personnalisée,
- Auditer et enregistrer tous les événements.

Il existe deux types de sécurité :
- une dite interne, lorsque le logiciel possède ses propres fonctions de sécurité liées à ce concept,
- l'autre dite externe lorsque le progiciel qui désire mettre en œuvre le concept fait appel à un logiciel tiers.

Trois logiciels font référence sur la sécurité externe des grands systèmes (mainframe) IBM, :
- RACF (Resource Access Control Facility) d'IBM[4],
- Top Secret (TSS)[5],
- ACF2 de Computer Associates (CA)[6]